# Wolfgang Winkler (Intendant)
Wolfgang Winkler (* 12. Juni 1945 in Graz) ist ein österreichischer Musikwissenschaftler, Musiker, Redakteur, Moderator und Kulturmanager.

## Leben und Wirken
Wolfgang Winkler studierte ab 1960 Horn, zunächst privat, dann an der Musikakademie Graz (Hochschule für Musik und Darstellende Kunst). Er besuchte das Lichtenfelsgymnasium Graz, wo er 1963 die Matura ablegte. An der Universität Graz studierte er ab 1963 zunächst Medizin, dann von 1972 bis 1978 Musikwissenschaft. Ab 1973 war er freier Mitarbeiter im Studio Steiermark des ORF. 1974 gründete er gemeinsam mit Gösta Neuwirth die Zweigsektion Steiermark der Internationalen Gesellschaft für Neue Musik (IGNM).
1978 ging er nach Linz ans Brucknerkonservatorium, wo er das Referat Musikwissenschaft und die Bibliothek leitete. Ab 1979 war er Referent für Unterhaltungsmusik im ORF-Landesstudio Oberösterreich, seit 1984 dort Leiter der Musikabteilung.
Winkler arbeitete als Redakteur und Moderator für TV und Radio. Im ORF-Landesstudio Linz war er Miterfinder der beliebten Hörfunksendung Pasticcio und Leiter der national ausgestrahlten Sendung Von Melodie zu Melodie.
Von 1998 bis Februar 2013 war Winkler Vorstandsdirektor der Linzer Veranstaltungsgesellschaft (LIVA) und Künstlerischer Leiter des Brucknerhauses in Linz. Als Kulturmanager verantwortete er die Linzer Klangwolke, gehörte zu den Mitbegründern der Ars Electronica und wirkte für den ORF als Aufnahmeleiter bei den Salzburger Festspielen.
Winkler hatte Lehraufträge am Bruckner-Konservatorium Linz, am Musikwissenschaftlichen Institut der Universität Graz (Musik und Medien), an der Anton Bruckner Privatuniversität, an der Universität Linz, der Donauuniversität Krems, sowie an der Fachhochschule Salzburg.
Bis 2019 war Winkler Inhaber des OÖ Musikverlags Linz, u. a. mit Werken von Alfred Peschek. Seit 2020 ist er Vorstand und künstlerischer Leiter des Kulturvereines Aichergut in Seewalchen am Attersee.
Zu seinen Hobbys gehören Segeln, und Kochen. Wolfgang Winkler ist verheiratet und Vater einer Tochter.